# Rafał Woźniak
Rafał Woźniak (ur. 6 grudnia 1988 w Bydgoszczy) – polski wioślarz.

## Osiągnięcia
- Mistrzostwa Świata – Eton 2006 – ósemka wagi lekkiej – 3. miejsce[1].
- Mistrzostwa Świata – Linz 2008 – ósemka wagi lekkiej – 5. miejsce[1].